# Staatsministerium von Mecklenburg-Strelitz 1861–1862
Das Staatsministerium von Mecklenburg-Strelitz bildete vom 3. Mai 1861 bis zum 1. November 1862 die von Großherzog Friedrich Wilhelm II. nach dem Tod von Staatsminister Wilhelm von Bernstorff eingesetzte Landesregierung von Mecklenburg-Strelitz.
Die Position des Staatsministers blieb in dieser Periode unbesetzt.
| Amt            | Name                                           |
| Staatsminister | vakant                                         |
| Staatsräte     | Anton Piper Friedrich Carl Ludwig von Kardorff |